# Pomacanthus maculosus
Pomacanthus maculosus é uma espécie de peixe da família Pomacanthidae.
1. ↑  http://www.marinespecies.org/aphia.php?p=taxdetails&id=220005